# Arbelodes albivenata
Arbelodes albivenata är en fjärilsart som beskrevs av George Francis Hampson 1910. Arbelodes albivenata ingår i släktet Arbelodes och familjen träfjärilar. Inga underarter finns listade i Catalogue of Life.